# Porto Novo (Capo Verde)
Porto Novo è una cittadina di Capo Verde, capoluogo della contea omonima. Si trova sull'isola di Santo Antão, appartenente al gruppo delle isole Barlavento, ed è la città più occidentale dell'Africa.